# Rallicola ortygometrae
Rallicola ortygometrae är en insektsart som först beskrevs av Franz Paula von Schrank 1781.  Rallicola ortygometrae ingår i släktet Rallicola och familjen fjäderlöss. Inga underarter finns listade i Catalogue of Life.